# Nocaima
Nocaima – miasto w Kolumbii, w departamencie Cundinamarca.